# Oxidación de Étard
La reacción de Étard es una reacción que implica la oxidación directa de un grupo metilo unido a un anillo aromático o heterocíclico para formar un aldehído utilizando cloruro de cromilo. Por ejemplo, el tolueno puede ser oxidado a benzaldehído.
Está nombrada por el farmacéutico francés Alexandre Léon Étard (5 de enero de 1852, Alençon – 1 de mayo de 1910).

## Mecanismo de reacción
El mecanismo de reacción procede a través de una reacción eno con cloruro de cromilo, formando el complejo de Étard precipitado. A continuación, el complejo de Étard se descompone mediante una transposición sigmatrópica [2,3] en condiciones reductoras para evitar una mayor oxidación a un ácido carboxílico. Las condiciones reductoras para la descomposición del complejo de Étard las proporciona el sulfito de sodio acuoso saturado. Los disolventes típicos para la reacción incluyen disulfuro de carbono, diclorometano cloroformo, y tetracloruro de carbono siendo éste el más común. Para obtener un  aldehído de alta pureza, el precipitado del complejo Étard a menudo se purifica antes de la descomposición para evitar la reacción con cualquier reactivo que no haya reaccionado. La reacción normalmente se lleva a cabo durante unos días a varias semanas y los rendimientos son altos..

## Limitaciones
La reacción de Étard se usa más comúnmente como un método relativamente fácil de convertir tolueno en benzaldehído. La obtención de aldehídos específicos a partir de reactivos distintos del tolueno tiende a ser difícil debido a las transposiciones. Por ejemplo, el n-propilbenceno se oxida a propiofenona, bencilmetilcetona y varios productos clorados, siendo la bencilmetilcetona el principal producto. Otro ejemplo de la reacción de Étard es la oxidación de la trans-decalina que da como resultado una mezcla de trans-9-decalol, espiro [4.5] decan-6-ona, trans-1-decalona, cis-1-decalona, 9,10-octal-1-ona y 1-tetralona.
Oxidantes como el permanganato de potasio o el dicromato de potasio producen oxidación hasta los ácidos carboxílicos más estables.

## Usos
La oxidación de tolueno a benzaldehído es una conversión bastante útil. El benzaldehído se usa habitualmente por su sabor a almendra. El aldehído es comparativamente reactivo y participa fácilmente en las condensaciones aldólicas. El benzaldehído puede servir como precursor de varios compuestos, incluidos tintes, perfumes y productos farmacéuticos. Por ejemplo, el primer paso en la síntesis de efedrina es la condensación de benzaldehído con nitroetano. Además, el benzaldehído es fundamental en la síntesis de fentermina. A diferencia de otros agentes oxidantes (como KMnO4 o CrO3, etc.), el cloruro de cromilo no oxida el aldehído a ácido carboxílico.